# Liste der Monuments historiques in Bellignies
Die Liste der Monuments historiques in Bellignies führt die Monuments historiques in der französischen Gemeinde Bellignies auf.

## Liste der Bauwerke
| Bezeichnung                 | Beschreibung              | Standort | Kennzeichnung | Schutzstatus | Datum | Bild |
| --------------------------- | ------------------------- | -------- | ------------- | ------------ | ----- | ---- |
| Portal der Friedhofskapelle | Erbaut im 16. Jahrhundert | (Lage)   | PA00107365    | Inscrit      | 1934  |      |